# Мартабан
Мартаба́н (Мартабам) — невеликий острів в Червоному морі в архіпелазі Дахлак, належить Еритреї, адміністративно відноситься до району Дахлак регіону Семіен-Кей-Бахрі.

## Географія
Розташований на південний схід від острова Дулалам, південний захід від острова Дуланкібат та північний схід від острова Дергоман-Кебір. Має овальну форму, на крайньому південному заході виділяється вузький низинний півострів. Довжина острова 2 км, ширина до 1,5 км, півострів має довжину 1,5 км, ширину 0,6 км. Окрім північного берега півострова, острів облямований піщаними мілинами.